# Rosholt (Dakota Południowa)
Rosholt – miasto w Stanach Zjednoczonych, w stanie Dakota Południowa, w hrabstwie Roberts.